# 메이플스토리 빌리지
메이플스토리 빌리지는 넥슨과 조이시티가 공동 개발하고, 조이시티가 퍼블리싱하는 몬스터 교감 소셜 게임. 넥슨의 인기 MMORPG '메이플스토리' 속 다양한 몬스터들을 직접 육성하고 자신만의 마을을 성장시켜 나가는 시뮬레이션 게임으로, 다양한 능력을 보유한 몬스터들을 전략적으로 활용하여 농장을 발전시키는 육성 요소와 다른 유저들과의 관계 형성을 통해 게임을 전개하는 소셜 요소가 결합되어 있다.